# Funktionel magnetisk ressonanstomografi
Funktionel magnetisk ressonanstomografi eller funktionel MRI (fMRI) er en funktionel neurotomografi procedure der bruger MRI-teknologi der måler hjernens aktivitet.
I den sædvanlige metode sker det ved at ved at måle ændringer associeret med blodgennemstrømning, såkaldt BOLD. Denne teknik beror sig på det faktum at cerebral blodcirkulation og neuronal aktivitet hænger sammen. Når et område af hjernen er i brug, vil mængden af blod i området også stige.
En metode fra 2022 og kaldt DIANA baserer sig på at måle den elektriske aktivitet af nerveceller mere direkte.